# 명동 삼총사
"명동 삼총사"는 한국에서 제작된 김기풍 감독의 1969년 영화이다. 남진 등이 주연으로 출연하였고 신태일 등이 제작에 참여하였다.

## 출연

### 주연
- 남진
- 김순철
- 백일섭

## 기타
- 조명: 박창호
- 미술: 정우택